# Holmsjögölen
Holmsjögölen är en sjö i Norrköpings kommun i Östergötland och ingår i Motala ströms huvudavrinningsområde.